# Bosquerola del Pirré
La bosquerola del Pirré (Basileuterus ignotus) és una espècie d'ocell de la família dels parúlids (Parulidae). Habita la selva humida de les muntanyes de l'extrem oriental de Panamà i zona limítrofa del nord-oest de Colòmbia.